# Міністерство охорони здоров'я України
Міністерство охорони здоров'я України — центральний орган виконавчої влади України у галузі охорони здоров'я, розташоване в Києві, по  вул. Михайла Грушевського, 7.
МОЗ є головним органом у системі центральних органів виконавчої влади, що забезпечує формування та реалізує державну політику у сфері охорони здоров'я, протидії ВІЛ-інфекції/СНІДу та іншим соціально небезпечним захворюванням, забезпечує формування та реалізацію державної політики у сфері створення, виробництва, контролю якості та реалізації лікарських засобів, медичних імунобіологічних препаратів і медичних виробів, у сфері обігу наркотичних засобів, психотропних речовин, їх аналогів і прекурсорів, протидії їх незаконному обігу, а також забезпечує формування державної політики у сфері санітарного та епідемічного добробуту населення.
МОЗ у своїй діяльності керується Конституцією та законами України, указами Президента України і постановами Верховної Ради України, прийнятими відповідно до Конституції та законів України, актами Кабінету Міністрів України, іншими актами законодавства.

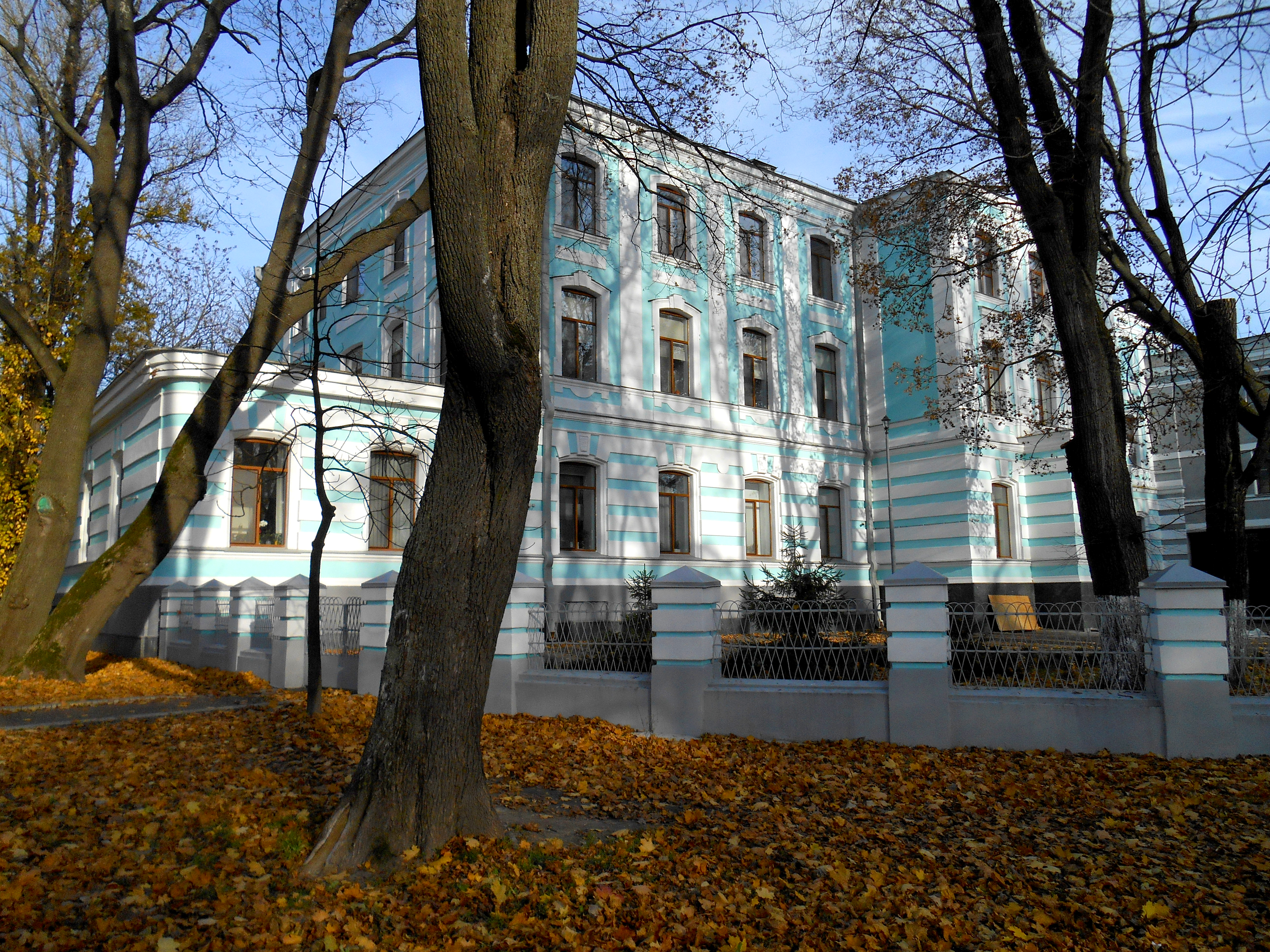
Будинок Міністерства охорони здоров’я

## Історія
Будинок Міністерства охорони здоров’я був побудований архітектором     Сичуговим В. І. у 1876 році, який називався тоді Київськоїю удільною юконторою.
1917 року формуючи власні управлінські структури, Центральна Рада в частині управління медико-санітарною справою попервах наслідувала приклад Тимчасового уряду Росії, який вищим своїм медико-адміністративним органом проголосив Центральну лікарсько-санітарну Раду. Результатом цього стало створення в Києві Крайової (в розумінні державної української) лікарсько-санітарної Ради — першого органу управління медико-санітарною справою автономної України.
Другий етап у формуванні центральних органів управління медичною справою припадає на період правління гетьмана П. П. Скоропадського. Цей період розпочався після падіння УЦР наприкінці квітня 1918 р., тривав сім з половиною місяців (29 квітня — 18 грудня 1918 р.) і ознаменувався проголошенням Української держави (29 квітня 1918 р.) та скасуванням всіх законів Центральної Ради.
Від 1928 р. в Україні почала швидкими темпами розвиватися мережа санітарно-епідеміологічних станцій. На початок 1941 р. система охорони здоров'я Української РСР налічувала 29000 лікарів і 91000 середніх медпрацівників.
Після проголошення незалежності України перед міністерством охорони здоров'я постало завдання організації охорони здоров'я незалежної держави в умовах економічної кризи. Постала потреба у реформуванні галузі згідно з новими економічними умовами та розробці відповідного медико-санітарного законодавства.
Міністерство охорони здоров'я в 2018 ініціює створення Національної ради з питань громадського здоров'я, яка виконуватиме функції консультативного органу Кабінету Міністрів для врахування інтересів громадського здоров'я в усіх сферах державної політики.

## Основні завдання
1. забезпечення формування та реалізація державної політики у сфері охорони здоров'я, протидії ВІЛ-інфекції/СНІДу та іншим соціально небезпечним захворюванням;
2. забезпечення формування та реалізації державної політики у сфері створення, виробництва, контролю якості та реалізації лікарських засобів, медичних імунобіологічних препаратів і медичних виробів, у сфері обігу наркотичних засобів, психотропних речовин, їх аналогів і прекурсорів, протидії їх незаконному обігу;
3. забезпечення формування державної політики у сфері санітарного та епідемічного добробуту населення;
4. координація діяльності органів виконавчої влади з питань обігу наркотичних засобів, психотропних речовин, їх аналогів і прекурсорів, протидії їх незаконному обігу[3].

## Керівництво
- Ляшко Віктор Кирилович — міністр охорони здоров'я України. До його обов'язків належать[5]:
  - координація діяльності Державної служби України з лікарських засобів та контролю за наркотиками та Національної служби здоров'я України (крім питань реалізації програми медичних гарантій та впровадження реформи фінансування охорони здоров'я);
  - контроль діяльності Патронатної служби Міністра, Управління правового забезпечення, Сектору оцінки та усунення корупційних ризиків, Сектору мобілізаційної роботи та цивільного захисту, Режимно-секретного сектора, Управління аудиту та аналітики, Колегії МОЗ України, Вченої медичної ради;
  - координація та спрямовування діяльності — Директорату стратегічного планування та євроінтеграції (крім питань участі у формуванні проєкту Державного бюджету України на відповідний рік та середньострокової бюджетної декларації; європейської інтеграції, співробітництва з міжнародними організаціями та міжнародними фінансовими інституціями; міжнародної діяльності), Управління екстреної медичної допомоги та медицини катастроф, Управління організації роботи керівництва Міністерства, відповідних державних установ, закладів і підприємств МОЗ;
  - здійснення загального керівництва консультативно-методичною та організаційною роботою в областях;
  - виконання безпосередніх обов'язків керівника міністерства, у тому числі очолювання міністерство, здійснювання керівництва його діяльністю, визначання пріоритетів роботи Міністерства та шляхів виконання покладених на нього завдань, затверджування планів роботи Міністерства, звітування про їх виконання.

- — перший заступник міністра (вакансія).
  - Відповідає за координацію роботи щодо підготовки проєктів нормативно-правових актів з питань реалізації програми медичних гарантій та розвиток медичних послуг, забезпечення державних фінансових гарантій медичного обслуговування населення

- Ігор Кузін — заступник міністра, головний державний санітарний лікар України[6].
  - Відповідає за розвиток системи громадського здоров’я в Україні

- Марія Карчевич — заступник міністра з питань цифрового розвитку, цифрових трансформацій і цифровізації[7]
  - Відповідає за координацію формування та впровадження державної політики з питань цифрового розвитку, цифрових трансформацій і цифровізації у сфері охорони здоров’я України

- Марина Слободніченко — заступник міністра з питань європейської інтеграції [8]
  - Відповідає за виконання Українською Стороною зобов’язань за Угодою про асоціацію між Україною, з однієї сторони, та Європейським Союзом, Європейським співтовариством з атомної енергії і їхніми державами-членами, з іншої сторони

- Ігор Копач — заступник міністра[9]
  - Відповідає за координацію питань, пов’язаних з функціонуванням та захистом об’єктів критичної інфраструктури у сфері охорони здоров’я

- Едем Адаманов — заступник міністра[10]
  - Відповідає за питання підготовки пропозицій до проєкту Державного бюджету України на відповідний рік у сфері охорони здоров’я та звітів про його виконання

- Олена Андрієць — т.в.о. державного секретаря[11]
  - Відповідає за організацію роботи апарату Міністерства

## Структура
- Медичний департамент
  - Управління медичної допомоги матерям і дітям
    - Відділ організації медичної допомоги дитячому населенню
    - Відділ організації акушерсько-гінекологічної допомоги

  - Управління медичної допомоги дорослим
    - Відділ організації первинної медичної допомоги
    - Відділ організації спеціалізованої медичної допомоги
    - Відділ організації високоспеціалізованої медичної допомоги
    - Сектор радіаційної безпеки та медичних проблем наслідків аварії на ЧАЕС

  - Управління медико-соціальної допомоги населенню
    - Відділ медичної реабілітації, паліативної та хоспісної допомоги
    - Відділ експертизи тимчасової та стійкої втрати працездатності
    - Сектор санаторно-курортного лікування

- Департамент економіки і фінансової політики
  - Відділ фінансового забезпечення і фінансової політики
  - Відділ фінансово-економічного супроводу централізованих заходів і державних програм
  - Відділ нормування, оплати праці та роботи з місцевими бюджетами
  - Відділ організації та забезпечення державних закупівель
  - Сектор майнових відносин та діяльності державних підприємств

- Департамент управління персоналом та кадрової політики
  - Відділ державної служби
  - Відділ службової кар'єри державних службовців
  - Відділ медичних та фармацевтичних кадрів
  - Відділ управління керівними кадрами

- Управління громадського здоров'я
  - Відділ координації з іншими центральними органами виконавчої влади та міністерствами
  - Відділ програм та проєктів
  - Відділ законодавчих ініціатив

- Управління координації центрів реформ
  - Відділ формування державної політики у сфері реформ
  - Відділ моніторингу, електронної систематизації та захисту інформації

- Управління правового забезпечення
  - Відділ юридичної експертизи
  - Відділ аналітики та систематизації
  - Відділ судово-претензійної роботи

- Управління аудиту та аналітики
  - Відділ внутрішнього аудиту
  - Відділ аналітики та загального контролю

- Управління організаційного забезпечення роботи апарату
  - Відділ електронного реєстру та роботи з документами обмеженого доступу
  - Відділ організації роботи зі зверненнями громадян та доступу до публічної інформації
  - Сектор контролю апарату
  - Сектор забезпечення діяльності Колегії Міністерства охорони здоров'я України

- Управління бухгалтерського обліку і фінансової звітності
  - Відділ бухгалтерського обліку
  - Відділ методології бухгалтерського обліку та фінансової звітності
  - Відділ методології бухгалтерського обліку та фінансової звітності

- Управління ліцензування та контролю якості надання медичної допомоги
  - Відділ ліцензування, сертифікації та акредитації
  - Відділ контролю якості медичної допомоги

- Управління фармацевтичної діяльності та якості фармацевтичної продукції
  - Відділ державної реєстрації лікарських та імунобіологічних засобів
  - Відділ організації обігу лікарських та наркотичних засобів
  - Сектор формування державної політики у сфері якості лікарських засобів

- Управління екстреної медичної допомоги та медицини катастроф
  - Відділ догоспітальної та госпітальної екстреної медичної допомоги
  - Відділ координації та забезпечення медичної допомоги під час антитерористичних операцій, надзвичайного і воєнного стану

- Управління організації роботи керівництва Міністерства
  - Відділ координації роботи керівництва Міністерства
  - Відділ законодавчих ініціатив
  - Прес-служба

- Відділ з питань міжнародної діяльності та Євроінтеграці
  - Сектор з питань Євроінтеграції

- Відділ освіти та науки
- Відділ забезпечення взаємодії з державними органами та громадськістю і соціального діалогу
- Сектор мобілізаційної роботи та цивільного захисту
- Режимно-секретний сектор
- Сектор оцінки та усунення корупційних ризиків
- Сектор охорони праці та матеріально-технічного забезпечення
- Патронатна служба Міністра (самостійний сектор)[12]

## Контакти
- Основні контакти [Архівовано 15 грудня 2017 у Wayback Machine.]
- Контакти структурних підрозділів МОЗ України [Архівовано 15 грудня 2017 у Wayback Machine.]
- Контакти всіх вищих медичних навчальних закладів [Архівовано 15 грудня 2017 у Wayback Machine.]
- Контакти всіх науково-дослідних установ [Архівовано 15 грудня 2017 у Wayback Machine.]

## Документи
- Положення про міністерство [Архівовано 15 грудня 2017 у Wayback Machine.]
- Наказ про затвердження тимчасового розподілу обов'язків між в. о. Міністра охорони здоров'я України та заступниками Міністра, Порядку взаємозаміщення в. о. Міністра охорони здоров'я України та заступників Міністра на час їх тимчасової відсутності
- Тимчасовий розподіл обов'язків між в.о. Міністра охорони здоров'я України та заступниками Міністра
- Постанова про затвердження Положення про Міністерство охорони здоров'я України [Архівовано 15 грудня 2017 у Wayback Machine.]
- Закон України «Основи законодавства України про охорону здоров'я» [Архівовано 13 грудня 2017 у Wayback Machine.]
- Закон України «Про екстрену медичну допомогу»
- Медична реформа [Архівовано 15 грудня 2017 у Wayback Machine.]
- Медична реформа: все, що ви хотіли про неї знати [Архівовано 15 грудня 2017 у Wayback Machine.]
- Клятва лікаря України | Присяга лікаря [Архівовано 20 грудня 2021 у Wayback Machine.]